# Embalse Salvajina
La represa de Salvajina es una obra hidroeléctrica en el Río Cauca, ubicada en el  municipio Suárez, departamento Cauca (Colombia). El embalse tiene una extensión de 31 km .
La Represa fue finalizada en septiembre de 1985, produciendo con capacidad de 270 MW de energía eléctrica. Los motivos principales para su construcción fue evitar las inundaciones, y producción de energía y mantenimiento de un nivel bajo de contaminación en la zona de extracción de agua potable para la ciudad de Cali. La dueña de la instalación es la Empresa EPSA.
Existen varias denuncias de ONG nacionales e internacionales en que mencionan grave violación de derechos humanos y deudas ecológicas en relación con la construcción y el mantenimiento de la represa Salvajina.

## Control de la represa

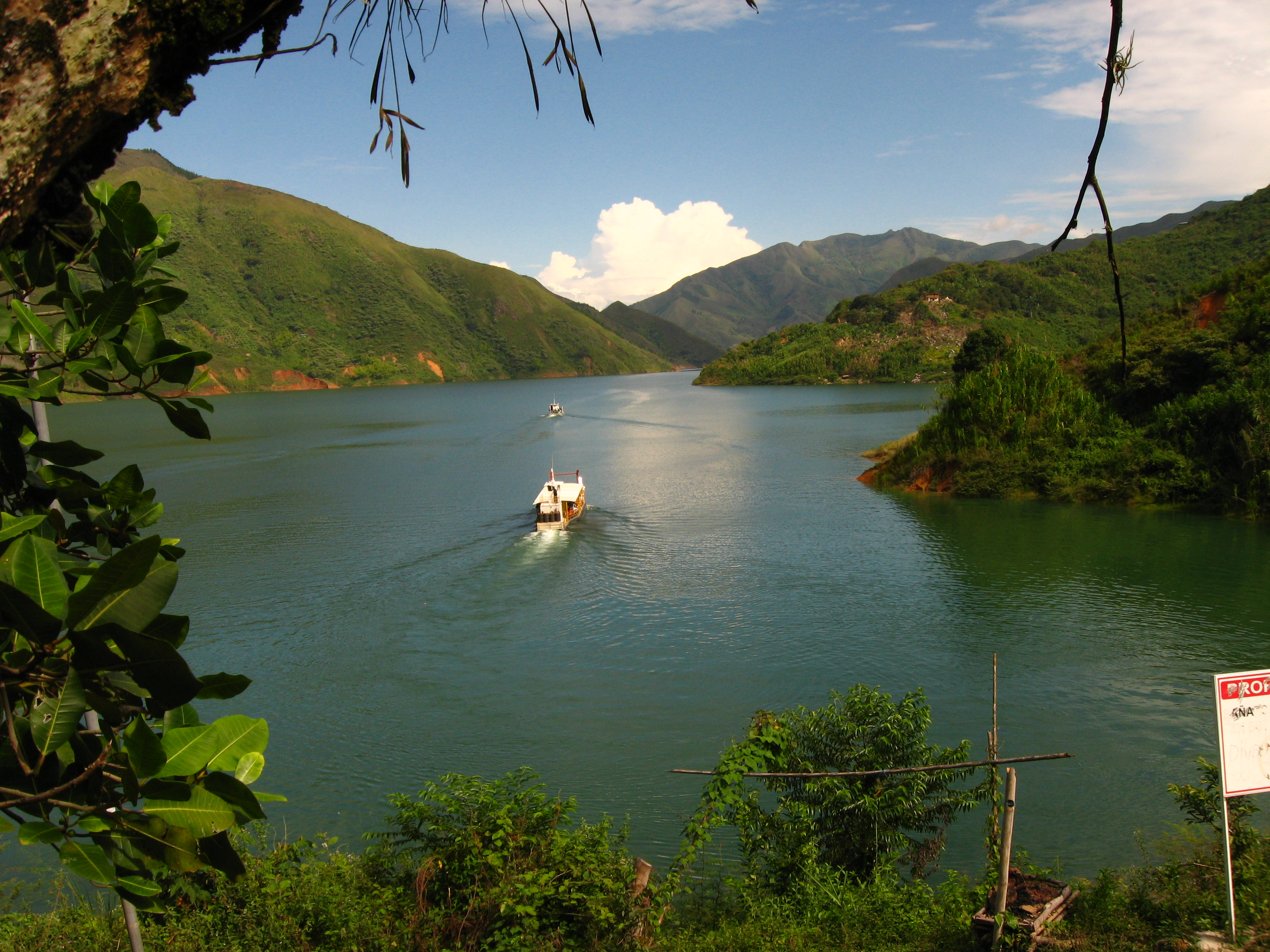
Embalse de Salvajina.

El control del cantidades de agua vertida por la represa con respecto a la prevención de inundaciones y posiblemente otros aspectos esta en las manos de la Corporación Autónoma Regional del Valle del Cauca, CVC, que en caso de discrepancias tiene prioridad.

## Datos técnicos
- Volumen útil: 	695,7 hm³
- Volumen muerto: 69 hm³
- Cresta vertedero: 1155 m s. n. m.
- Nivel Máximo Físico: 1155 m s. n. m.
- Volumen total estimado en 764,7 hm³

### Turbinas
La energía la producen tres turbinas alimentadas por una torre de toma. Cada una produce 90 MW con un caudal máximo de 116,5 m³/s y en total, es 349,5 m³/s y 270 MW

## Situación empresarial
La dueña de la instalación es la Empresa EPSA, desde 2009 en manos colombianos por las instituciones Colener S.A.S., Inversiones Argos S.A. y Banco de Inversión Bancolombia S.A

## El Acta 86
Después de una marcha contra el proyecto en el año 1986, el gobierno prometió la construcción de infraestructura para las comunidades afectadas.

## Crítica
Hay varias fuentes que mencionan desplazamientos de la población que vivía en la zona del embalse. La ONG PCN habla de 3000 personas, mientras biodiversidadla.org dice que habitaban más que 6000 personas. Ambos caracterizan las compensaciones de los desplazados como completamente insuficientes y las promesas del acta 86 para la indemnización como non cumplidas.
Según el Tribunal Permanente de los Pueblos había el uso del Ejército Nacional y grupos paramilitares para desplazar la población y la Campaña "Prohibido Olvidar" menciona varias amenazas contra personas activas en la formación de grupos críticos. El abogado Oscar Elías López, que acompañó los protestas, fue asesinado a tiros en un café de Cali. La situación laboral ha empeorado, por consiguiente el índice de pobreza se ha visto afectado positivamente desde la construcción del embalse la salvajina. Después de una reunión de funcionarios de la EPSA, que fue criticada por varias ONG, los líderes de esas mismas organizaciones recibieron amenazas firmadas por "Águilas Negras Nueva Generación"